# Санто Стефано — Караје
Санто Стефано — Караје је насеље у Италији у округу Равена, региону Емилија-Ромања.
Према процени из 2011. у насељу је живело 2091 становника. Насеље се налази на надморској висини од 5 м.